# DSCH-motief

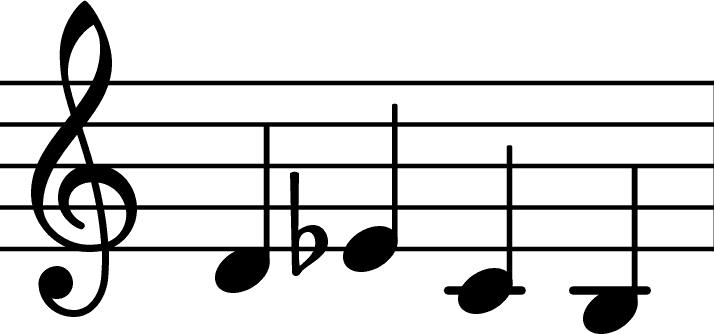
Het DSCH-motief: D-Es-C-B, of in het Duits: D-Es-C-H

DSCH is een muzikaal motief gebruikt door de Russische componist Dmitri Sjostakovitsj om zijn eigen naam te vertegenwoordigen in zijn werken op dezelfde manier als het BACH-motief van Johann Sebastian Bach. Het motief bestaat uit de noten D-Es-C-B, of in het Duits -D-Es-C-H, wat staat voor zijn intitialen (Д. Ш.) in Duitse spelling (D. Sch.)
Het motief komt in vele van zijn werken voor, waaronder de volgende werken:
- 10e symfonie, opus 93 (1953)
- 8e strijkkwartet, opus 110 (1960)
- 1e vioolconcert, opus 77 (1955)
- 1e celloconcert, opus 107 (1959)
- 15e symfonie, opus 141 (1971)
- Pianosonate nr. 2, opus 60 (1942)
- 8e symfonie, opus 65 (1943)

## DSCH in andermans werken
- Een leerling van Shostakovitsj was Edison Denisov. Deze begon zijn 'Sonate voor altsaxofoon en piano' tevens met het DSCH motief, en schreef daarnaast een stuk met de titel "DSCH" voor klarinet, trombone, cello en piano als eerbetoon aan zijn leermeester.
- Ronald Stevenson schreef een Passacaglia op DSCH.
- Ook Ian Venables, Engelse componist, heeft een eerbetoon gecomponeerd. Op. 1 Sonata ‘In Memoriam D.S.C.H’ (1975, revised 1981).

Het DSCH-motief is te vergelijken met het GEs-motief van Julian Anderson.